# Prague Panthers 2010
Questa voce raccoglie le informazioni riguardanti i Prague Panthers nelle competizioni ufficiali della stagione 2010.

## Austrian Football League 2010

### Stagione regolare
| Praga 27 marzo 2010, ore 14:00 1ª giornata | Prague Panthers | 28 – 42 (0-7 13-14 8-7 7-14) | Graz Giants | Eden Aréna (400 spett.) |

| Innsbruck 10 aprile 2010, ore 15:00 2ª giornata | Tirol Raiders | 34 – 17 (6-7 14-3 6-0 8-7) | Prague Panthers | Tivoli-Neu Stadion (3200 spett.) |

| Itzling 24 aprile 2010, ore 15:00 3ª giornata | Salzburg Bulls | 22 – 66 (7-21 15-21 0-17 0-7) | Prague Panthers | ASV-Platz (220 spett.) |

| Praga 8 maggio 2010, ore 15:00 4ª giornata | Prague Panthers | 84 – 26 (14-0 35-12 14-0 21-14) | Sankt Pölten Invaders | Eden Aréna (400 spett.) |

| Vienna 23 maggio 2010, ore 14:00 5ª giornata | Vienna Vikings | 21 – 0 (7-0 7-0 7-0 0-0) | Prague Panthers | Hohe Warte Stadion (3500 spett.) |

| Praga 12 giugno 2010, ore 17:00 6ª giornata | Prague Panthers | 58 – 38 (14-14 22-24 8-0 14-0) | Black Lions | Eden Aréna (200 spett.) |

## European Football League 2010

### Stagione regolare
| Praga 3 aprile 2010, ore 15:00 CEST 1ª giornata | Prague Panthers | 30 – 40 (10-0 0-20 12-13 8-7) | Berlin Adler | Slavia |

| Stoccolma 17 aprile 2010, ore 15:00 CEST 2ª giornata | Stockholm Mean Machines | - – - (annullata) | Prague Panthers | Zinkensdamms Idrottsplats |

## Statistiche di squadra
| Competizione      | %Vittorie | In casa | In casa | In casa | In casa | In casa | In casa | In trasferta | In trasferta | In trasferta | In trasferta | In trasferta | In trasferta | Totale | Totale | Totale | Totale | Totale | Totale |
| Competizione      | %Vittorie | G       | V       | N       | P       | Pf      | Ps      | G            | V            | N            | P            | Pf           | Ps           | G      | V      | N      | P      | Pf     | Ps     |
| ----------------- | --------- | ------- | ------- | ------- | ------- | ------- | ------- | ------------ | ------------ | ------------ | ------------ | ------------ | ------------ | ------ | ------ | ------ | ------ | ------ | ------ |
| Stagione regolare | .500      | 3       | 2       | 0       | 1       | 170     | 106     | 3            | 1            | 0            | 2            | 83           | 77           | 6      | 3      | 0      | 3      | 253    | 183    |
| Stagione regolare | .000      | 1       | 0       | 0       | 1       | 30      | 40      | 0            | 0            | 0            | 0            | 0            | 0            | 1      | 0      | 0      | 1      | 30     | 40     |
| Totale            | .429      | 4       | 2       | 0       | 2       | 200     | 146     | 3            | 1            | 0            | 2            | 83           | 77           | 7      | 3      | 0      | 4      | 283    | 223    |